# Adelpha abia
Adelpha abia is een vlinder uit de familie Nymphalidae. De wetenschappelijke naam van de soort is, als Heterochroa abia, voor het eerst geldig gepubliceerd in 1850 door William Chapman Hewitson.

## Synoniemen
- Adelpha rufilia Fruhstorfer, 1915